# Río Malleco
El Río Malleco es un curso natural de agua que nace en las laderas del volcán Tolhuaca y fluye con dirección general NO en la provincia de Malleco, región de la Araucanía, sur de Chile, hasta desembocar sus aguas en las cercanías de la ciudad de Angol con el río Vergara, un importante afluente del río Biobío.: 426 

## Trayecto
Nace en la vertiente occidental de los Andes y drena su hoya en dirección NO, dentro del parque nacional Tolhuaca y cerca del volcán Tolhuaca. El viaducto de Malleco construido en 1890 es el hito principal del río.
En su trayecto bordea las localidades de Curaco y Chiguaihue, además de las ciudades de Collipulli y Angol, hasta desembocar sus aguas en el río Vergara, al norte de esta última.

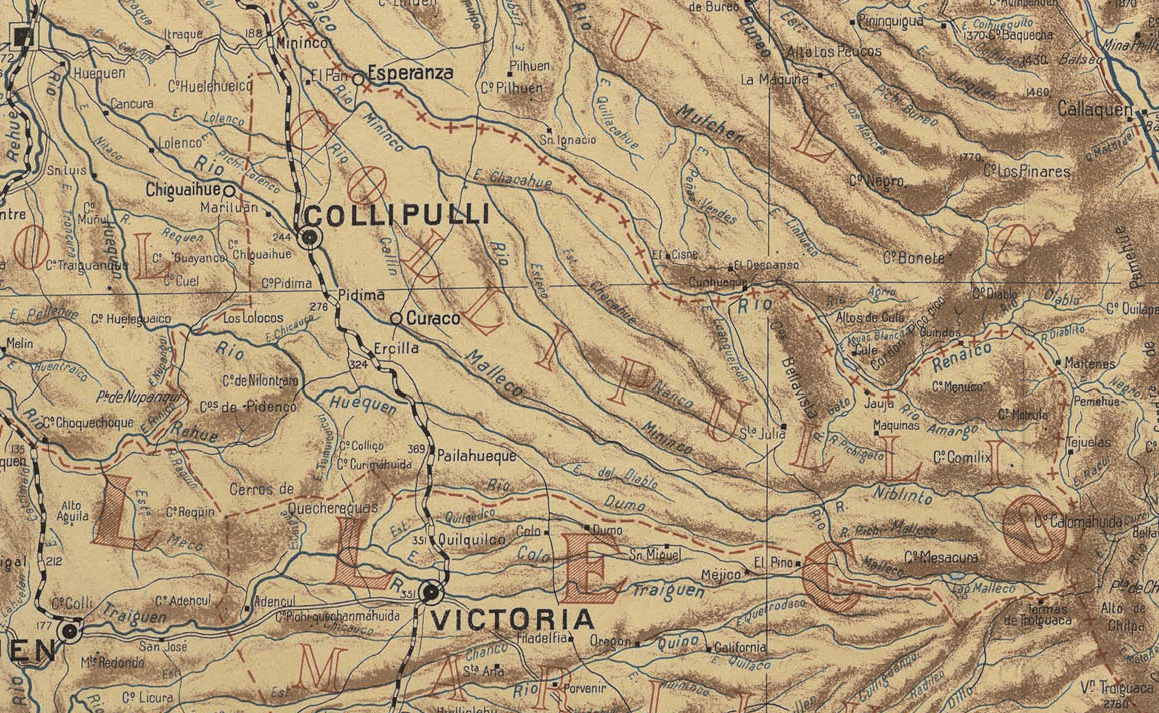
Cuenca del río Malleco en un mapa de Luis Risopatrón de 1910. En el extremo inferior derecho se ve el volcán "Trolguaca" y en el superior izquierdo la confluencia con el río Rehue que da nacimiento al río Vergara. El cuadrado negro es la ciudad de Angol y la ciudad en el extremo inferior izquierdo en Traiguén.

## Caudal y régimen
La subcuenca del río Vergara y sus afluentes, que son los ríos Malleco, Mininco y Renaico muestra un régimen netamente pluvial, con grandes crecidas de junio a agosto. El período de estiaje, común a toda la subcuenca, ocurre en el trimestre enero-marzo, debido a las bajas precipitaciones y al uso de agua para riego.: 92 

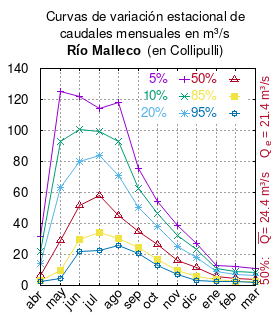
Curvas de variación estacional del río Malleco en Collipulli.

El caudal del río (en un lugar fijo) varía en el tiempo, por lo que existen varias formas de representarlo. Una de ellas son las curvas de variación estacional que, tras largos periodos de mediciones, predicen estadísticamente el caudal mínimo que lleva el río con una probabilidad dada, llamada probabilidad de excedencia. La curva de color rojo ocre (con {\displaystyle {\color {Red}\vartriangle }}) muestra los caudales mensuales con probabilidad de excedencia de un 50%. Esto quiere decir que ese mes se han medido igual cantidad de caudales mayores que caudales menores a esa cantidad. Eso es la mediana (estadística), que se denota Qe, de la serie de caudales de ese mes. La media (estadística) es el promedio matemático de los caudales de ese mes y se denota {\displaystyle {\overline {Q}}}. 
Una vez calculados para cada mes, ambos valores son calculados para todo el año y pueden ser leídos en la columna vertical al lado derecho del diagrama. El significado de la probabilidad de excedencia del 5% es que, estadísticamente, el caudal es mayor solo una vez cada 20 años, el de 10% una vez cada 10 años, el de 20% una vez cada 5 años, el de 85% quince veces cada 16 años y la de 95% diecisiete veces cada 18 años. Dicho de otra forma, el 5% es el caudal de años extremadamente lluviosos, el 95% es el caudal de años extremadamente secos. De la estación de las crecidas puede deducirse si el caudal depende de las lluvias (mayo-julio) o del derretimiento de las nieves (septiembre-enero).

## Historia
Francisco Astaburuaga escribió en 1899 en su obra póstuma Diccionario geográfico de la República de Chile sobre el río:
Malleco (Río).-—En la provincia á que presta su nombre. Nace de una pequeña laguna de la base de los Andes é inmediata hacia el O. del volcán de Lonquimay, y corre en su primeras parte por entre serranías y bosques de esa cordillera en dirección al O., y luego hacia el NO. por terrenos más bajos hasta su confluencia con el río que pasa por la ciudad de Angol, lo que verifica á cuatro kilómetros al N. de ella, al cabo de unos 75 de curso ligeramente pando; formando esa reunión el río Vergara. Es de caudal poco abundante y lecho profundo. Junto á Collipulli lo atraviesa un monumental viaducto de ferrocarril de 350 metros de largo y 98 de alto sobre la línea sinclinal, construido por el injeniero V. A. Lastarria é inaugurado por el Presidente Balmaceda el 26 de octubre de 1890. Sus riberas, fértiles y amenas, antes ocupadas por indios bravíos, contíenen al presente: en el lado norte las poblaciones de Collipulli, Curaco, Mariluán, Perasco, y en el del sur á Chiguaihue, Cancura, Lolenco, &c. También existió en su margen sur cerca de su término la primitiva ciudad de Angol. El nombre significa agua de arcilla blanquizca, formado de malle, esa especie de tierra, y de co, agua.